# Margherita Cassano
Margherita Cassano (Firenze, 8 settembre 1955) è una magistrata e giurista italiana, prima presidente della Corte suprema di cassazione dal 6 marzo 2023.

## Biografia
Nata da madre di Grassano e padre di San Mauro Forte (il magistrato Pietro Cassano), Margherita Cassano supera il concorso per l'accesso in magistratura nel 1980, per poi diventare pubblico ministero presso la procura della Repubblica di Firenze, dove farà parte della direzione distrettuale antimafia sino al 1998. In questo stesso anno viene eletta al Consiglio superiore della magistratura, dove svolgerà vari incarichi sino al 2002, anno in cui si trasferisce presso l'ufficio del massimario e del ruolo della Corte di Cassazione. Dopo quattro anni diviene consigliere presso la Suprema Corte per poi rientrare nella città natia nel 2016 con la funzione di presidente della Corte d'Appello.
Nel luglio 2020 lascia la Corte d'Appello per tornare in Cassazione dove è nominata dal CSM, sotto il mandato del Primo Presidente Pietro Curzio, nuovo Presidente aggiunto, prima donna a ricoprire questo incarico.
Il 6 marzo 2023 viene nominata dal CSM Prima Presidente della Corte Suprema di Cassazione, divenendo così la prima donna a ricoprire tale carica.

## Premi e riconoscimenti
Nel 2024 ha ricevuto il Premio Marisa Bellisario.

## Opere
- Con Paolo Borgna, Il giudice e il principe: magistratura e potere politico in Italia e in Europa, Roma, Donzelli Editore, 1997, ISBN 9788879893596, OCLC 797607703.
- Con Ersilia Calvanese, Giudizio in contumacia e restituzione nel termine, Milano, Giuffrè Editore, 2008, ISBN 9788814137846, OCLC 799960333.
- Ordinamento giudiziario: organizzazione e profili processuali, curatore scientifico Domenico Carcano, Milano, Giuffrè Editore, 2009, ISBN 9788814147876, OCLC 799904712.
- Il procedimento disciplinare, Milano, Giuffrè Editore, 2009, OCLC 1191972392.
- Il consiglio direttivo della Corte di cassazione, Milano, Giuffrè Editore, 2009, OCLC 1191996744.
- L'inammissibilità nella giurisprudenza della corte, Milano, Giuffrè Editore, 2011, OCLC 1192059857.
- Con Renato Bricchetti e Federico Cerqua, Il procedimento in absentia: principi sovranazionali e profili applicativi a confronto, Milano, Giuffrè Editore, 2015, ISBN 9788814205859, OCLC 935312861.
- Con Carlotta Conti e  Antonella Marandola, La prova scientifica, Milano, Giuffrè Editore, 2023, ISBN 9788828842132, OCLC 1411628292.